# ثعبان
الثُعْبَان أو الحَيَّة أو الأَفْعَى هو حيوان زاحف من ذوات الدم البارد يتبع رتيبة Serpentes من رتبة الحرشفيات له جسم متطاول، مغطى بحراشف، ولا توجد له أطراف، أو أذنين خارجيتين، وجفون ولكن ثمة حواف في جسمه، يعتقد أنها كانت تمثل أطرافه التي تلاشت. الثعبان من آكلات اللحوم يتواجد منه على الأرض 2700 نوع، تنتشر في جميع القارات، عدا قارة أنتاركتيكا وهي تتواجد بمختلف الأطوال من 10سم للثعابين الصغيرة إلى عدة أمتار للثعابين الكبيرة، مثل الأصلة والأناكوندا التي قد يصل طولها إلى 6،95م. معظم أنواع الثعابين غير سامة، أما الأنواع السامة، فتستخدم السمية بشكل أساسي لقتل الفريسة أو إخضاعها أو للدفاع عن نفسها، إذ أن كمية قليلة من سم الثعبان كافية لإحداث أضرار شديدة للضحية أو حتى التسبب بالموت للإنسان. يعتقد العلماء أن الثعابين تربطها علاقة قرابة بالسحالي، وهي تكيفت للتخفي في الجحور والصخور، مثلما تفعل السحالي أثناء العصر الطباشيري ومع ذلك يفترض بعض العلماء أن الثعابين أصولها مائية. وهذا التعدد في أنواعها ظهر خلال عصر الباليوسيني.

## التصنيف
كل الثعابين الحديثة تصنف ضمن رتبة Serpentes بحسب تصنيف لينين التي تشكل رتيبة من رتبة الحرشفيات علما بأن إضافة هذا القسم من رتبة الحرشفيات مع الثعابين غير متفق عليه من قبل علماء التصنيف. تنقسم رتيبة الثعابين لرتيبتين كبيرتين هي ألثينوثيديا وسكوليكوفيديا وهي تستند بشكل رئيسي إلى خصائص البنية التركيبية وعلم الوراثة الجزئية
و هناك أنواع عدة من الثعابين المعروفة كالكوبرا والاصالة وقد عثر على أكبر ثعبان في العالم وهو الانكوندا

## وصف عام
- الثعبان مثل سائر الزواحف جسمه مغطى بحراشف من مواد قرنية لكنه يختلف عنها بقدرته على سلخ الغطاء القشري لجسمه بالكامل بين فترة وأخرى، والهيكل العظمي لمعظم الثعابين يتركب من الجمجمة والعمود الفقري والأضلاع علما بأن قلة من الثعابين لا تزال توجد بها بقايا الحوض والأطراف. تكوين جمجمة الثعبان يجمع بين الصلابة والمرونة فدماغه محمي جيدا بغطاء عظمي قوي في حين تتمتع فكوكها بمرونة عالية ويحتوي الفك السفلي على أربطة مرنة إذ انها تتمدد لتسمح له بابتلاع فرائس من مختلف الأحجام.العمود الفقري للثعبان يتألف من فقرات كثيرة لكنها بأي حال لا تقل عن 200 فقرة ولا تزيد عن 400 فقرة تشكل منها عدد فقرات الذيل نسبة ضئيلة بأقل من 20% من العدد الإجمالي للفقرات.فقرات الثعبان مرتبطة ببعضها جيدا وكل فقرة بها برز يسمح بزيادة قوة العضلات نظرا لأنه يستخدم جسدة في الحركة بدل الأطراف أما فيما يخص الذيل فذيله متماسك مع جسمه إذ أن الثعبان لا يتمتع بخاصية التخلي عن الذيل حين الضرورة مثلما تفعل بعض السحالي ومنها البرص على سبيل المثال.

## حواس الثعبان
- الرؤية: تتعدد درجات الرؤية لدى الثعابين بين من هو ضعيف الرؤية الذي يكاد لا يرى ومن هو متوسط الرؤية أو حاد الرؤية والملاحظ أن الثعابين التي تعيش على الأشجار لديها رؤية أفضل من تلك التي تعيش في الجحور وجوف الأرض وبعض الثعابين تستطيع الرؤية بشكل مركز على نقطة واحدة مثل ثعبان آسيا السام genus Ahaetulla و يمكن القول أن الثعابين بشكل عام لا تحسن الرؤية بشكل كاف لكنها ترى بما يكفي لإدراك بيئتها القريبة أو لمتابعة الفريسة.
- الشم:حاسة الشم هي الحاسة الرئيسية وهي دليل الثعبان التي يعتمد عليها في التحرك واكتشاف وسطه الخارجي لكنه لا يعتمد على الانف في أداء هذه المهمة وبدلا من ذلك يستعمل لسانه ذو الشعبة في التذوق والشم معا فعند خروجة للصيد يقوم بإخراج لسانه من العظمة اللسانية وتحريكه في الهواء فيلتقط لسانه ذرات الروائح من البيئة المحيطة ويحللها فيتعرف من خلال الرائحة على البيئة المحيطة ويستطيع تحديد مكان الفريسة وهو يفعل ذلك بمساعدة عضو يسمى عضو جاكبسون الذي يقوم بتحليل الروائح وارسالها للمخ هذا العضو يتم وضعه فوق لثة الثعبان
- السمع :الثعبان لا يمتلك أذن خارجية وانما له أذن داخلية يسمع خلالها أصوات الموجات الأرضية كذلك يستطيع الثعبان عند التصاق بطنه بالأرض الإحساس بالاهتزازات التي تحدث على الأرض وفي الهواء ومن خلالها يستطيع معرفة اقتراب حيوان ما. ثمة أنواع من الثعابين تستطيع الإحساس بالأشعة تحت الحمراء وذلك بمساعدة أعضاء تحسس حرارية موجودة بين العينين والأنف تستطيع الإحساس بحرارة البيئة وتمييز حرارة فريستها من حرارة البيئة.

## جلد الثعبان
جلد الثعبان مغطى بحراشف ملساء وجافة ومركبة بشكل يسمح له بالتحرك السهل سيما حراشف البطن المتموضعة بشكل يساعده على البقاء قرب وجه الأرض حين التنقل من مكان لآخر، كذلك تعتبر حراشف الثعابين علامات فارقة تميزها عن بعضها لذلك يستعان بهذه العلامات في التصنيف الثعابين مثلا يستطيع علماء معرفة عدد فقرات الثعبان بحسب عدد حراشف الظهر والبطن. وفيما يخص عيونه فهو لا يمتلك جفون ولا يستطيع اغماض عينه ولذلك فهي مغطاة بطبقة قشرية مصقولة تحمي عينيه بشكل دائم.
يقوم الثعبان بين الحين والآخر بطرح كسائه القشري وهي عملية تسمى انسلاخ وهي تحقق عدة فوائد للثعبان أولا ينمو الثعبان طبيعيا ويصبح ثوبه ضيق عليه فيصيبه التمزق والتلف ثانيا يتخلص الثعبان من الطفيليات مثل القراد والعث والثعبان ليس الحيوان الوحيد الذي يقوم بالنسلاخ وتبديل ثوبه بغرض تجديد الجلد إذ تفعل ذلك بعض الحيوانات سيما الحشرات.حين قيام الثعبان بهذه العملية يمتنع الثعبان عن الأكل وينتبذ له مكانا آمنا للشروع في خلع ثوبه قبل الانسلاخ يتغير لون جلده فيصبح باهتا وجاف وتصبح عيونه داكنة ومزرقة سطح جلده الداخلي يبدأ في الذوبان مما يجعل الثوب القديم ينفصل عن الثوب الجديد بعد عدة أيام يبدأ الثعبان في الخروج من الثوب القديم فيأخذ في التلوي وفرك جسمه بالأسطح الخشنة حتى يتم طرح ثوبه القديم قطعة واحدة كجورب قديم عادة يخلع الثعبان كسائه من جهة الرأس لكن بعض الثعابين تخلع كسائها من جهة الذيل والثعبان كبير السن يطرح كسائه مرة أو مرتين في السنة أما الثعابين الصغيرة فتطرح جلودها 4 مرات في السنة.

## التكاثر
تعرف أنثى الثعبان بالأفعى، أما الذكر فيعرف بالأفعوان. وتتكاثر الثعابين عموما في فصلي الربيع والصيف فتقوم انثى الثعبان بافراز فيرومونات انثوية تجذب الذكور للتزاوج إذ لا يعرف على وجه الدقة كيفية اختيار الانثى للذكر لكن الملاحظ ان الذكور تلتف على الانثى فيما يسمى كرة تزاوج ثم تختار ذكرا من بينها فتنفض الكرة ويقوم هذا الذكر بالزحف تحتها وتخصيبها تخصيبا داخليا.
ولادة الثعابين تتم بطريقتين الأولى أن تضع الانثى بيوض تتراوح بين 2 إلى 100 بيضة حسب النوع في مكان آمن فيفقص البيض بعد شهر أو شهرين والثانية أن تحتفظ في البيوض في جسمها وعند تفقسهما داخل الجسم تقوم بولادتهما أما من ناحية الرعاية الابوية فغالبية الثعابين تترك بيوضها في مكان آمن ولاتعتني بها إذ تخرج صغار الثعابين من البيض بواسطة سن أمامية، تكسر بها البيضة من الداخل ومن ثم تسقط هذه السن بعد الخروج من البيضة، عند خروج الصغار للدنيا يتوجب عليه تدبر أمورها بدون رعاية أبوية فتتفرق الصغار في كل اتجاه معتمدا كل منها على الغريزة الداخلية الكامنة فيه. مع ذلك هناك قلة من الثعابين تقوم ببناء عش للصغار وتقوم بحمايته حتى خروج الصغار.

## التغذية

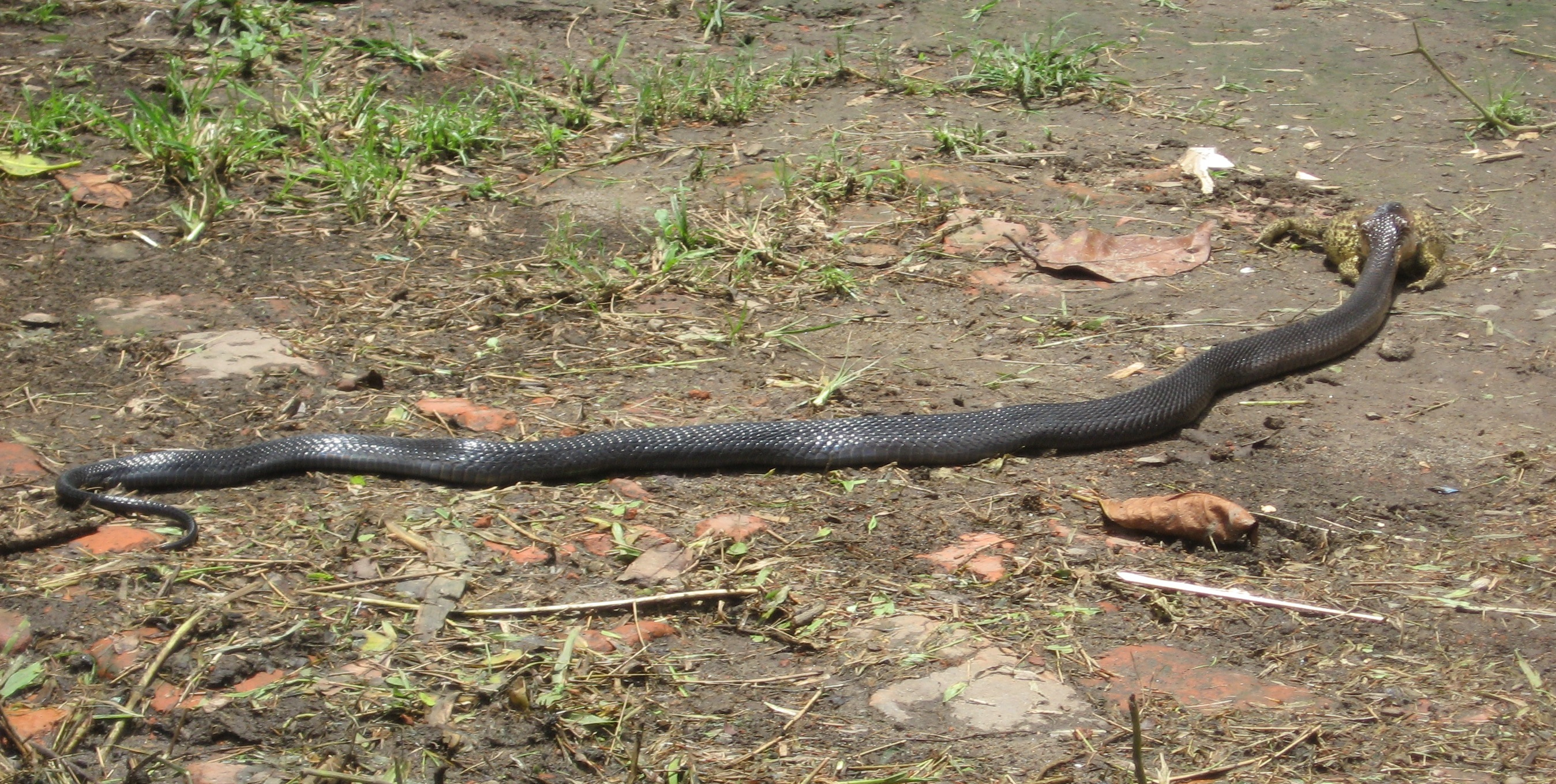
ثعبان يأكل ضفدع

الثعابين من الحيوانات اللاحمة إذ تتغذى على مصادر متنوعة من الفرائس فصغارها تتغذى على الحشرات أما الثعابين الكبيرة فتأكل الفرائس المتوفرة في بيئتها مثل الفئران والأرانب وصغار الطيور في حين تتغذى الثعابين الضخمة على بعض الحيوانات الكبيرة مثل الخنازير وحيوان الكابيبارا.الثعبان يقوم بابتلاع فريسته بالكامل وما يسهل عليه ذلك مرونة فمه وعدم وجود لثة أو أسنان مضغ لديه. بعد تجاوز الفريسة الفم يقوم بتحطيمها بعضلات بطنية قوية تعمل كبديل للأسنان وبسبب كونه من ذوات الدم البارد عملية هضم الطعام لدى الثعابين بطيئة وهي تأكل على فترات متباعدة فالأناكوندا مثلا التي تعيش في جنوب أمريكا تأكل في المتوسط كل ستة أشهر وثمة ثعابين تخصصت في أكل بيض الطيور فتقوم بابتلاع البيضة والاستعانة بفقراتها لتحطيمها ومن ثم تتقيأ ما تبقى من قشور كذلك تم توثيق ثعابين قامت بابتلاع تماسيح صغيرة.

## الصيد
يقوم الثعبان عادة بالإكمان لفريسته بين الأغصان والأوراق أو في الأماكن التي يتوقع فيها مرور فريسته وعند اقترابها منه يثب عليها بلمح البصر ويغرس أنيابه السامة في جسدها فتبدأ الضحية في الترنح والخمود تاركة له المجال لابتلاعها أما الثعابين غير السامة فتستعيض هذه الثعابين عن السم بالالتفاف على فريستها واحكام الخناق عليها بعضلاتها القوية فتختنق الفريسة وتموت كذلك تستطيع بعض الثعابين تسلق الأشجار وتتغذى على البيض وفراخ الطير وبعض الهوام التي تدب على الأشجار.

## أعداء الثعبان
ثمة أعداء في الطبيعة للثعبان لا تخاف من مواجهته والدخول معه في قتال بل وجعله فريسة أولى هذه الأعداء هي الصقور سيما صقر العسل الحوام الذي يعرف كقاتل الثعابين كذلك تعتبر كلا من الورل والقنافذ والنمس والقطط والكوبرا وبعض الأصلات من أعداء الثعابين في الطبيعة وهي مخلوقات قد طورت مضادات لسموم الثعابين.وفي الهند البلد الذي يكثر فيه ضحايا لدغات الثعابين تعتبر الدجاج أحد أعداء صغار ثعابين الكوبرا إذ تقوم بالتهامها فور رؤيتها.

## لدغة الثعبان
معظم الثعابين غير سامة، وفقط ما يقارب 400 نوع تعتبر سامة، وهي تلدغ فريستها بطريقتين: تلدغ فريستها بأنيابها السامة، وهي أنياب حاقنة يتواجد في كل منها ثقب صغير، وعند انطباقها على الفريسة، تعمل هذه الأنياب كالإبرة الطبية، وتحرر المادة السامة، إلى دم الفريسة، وثمة ثعابين سامة أخرى، لها أنياب ذات محور تنطبق للداخل، عندما يكون فم الثعبان مغلق، وعندما يفتح فمه، تعتدل هذه الأنياب متهيئة للدغ.الثعابين التي تمتلك أنياب سامة ثابتة، لا تلدغ وإنما تعض، لا سيما تلك التي تملك أنياب سامة ليست على شكل إبرة طبية وإنما يتواجد في أنيابها الخلفية شقوق طولية، يمر عن طريقها السم للضحية، هذه النوعية من الثعابين، تحتاج إلى مسك الفريسة بأنيابها فترة حتى تضمن مرور السم إلى جسم الضحية، لذلك تعتبر مثل هذه الثعابين نصف سامة وهي غير خطيرة على البشر بشكل عام، إذ يستطيع الإنسان التخلص من انيابها السامة بسرعة.
ينطلق سم الثعبان من الغدد السامة، الموجودة في رأس الثعبان، ومتصلة بالأنياب، وهو سم يتكون من مواد بروتينية ومواد معدنية، تؤدي إلى شل الضحية، أو الفريسة، وهو يعتبر أيضا الخطوة الأولى من عملية الهضم للثعبان، إذ أن السم يحدث صدمة للضحية، ويبدأ في التغلغل عن طريق الأجهزة اللمفاوية، وتدمير خلايا الدم، والأجهزة الحيوية، سيما الكلى وثمة ثعابين تؤثر سمومها على الجهاز العصبي أو الدورة الدموية أو الإضرار بخلايا التنفس والرئة وهي سموم تؤدي بالمحصلة، لموت الضحية، بسبب الاختناق، أو النزيف الداخلي وغيره من الأضرار الناتجة عن هذه السموم.
ثمة ثعابين تستخدم السموم بدون تماس مباشر مع الضحية، مثل اللدغ والعض، وخير مثال على ذلك : ثعبان الكوبرا التي تستطيع بخ السم إلى عيون فريستها، فتفقدها الرؤية على الفور، وهو سم قد يؤدي للعمى، وهي تفعل ذلك، بواسطة عضلة متقلصة، تلتف حول الغدد السامة، فإذا ما أراد الثعبان بخ سمه، تنقبض هذه العضلة بسرعة وبقوة، تجعل السم يندفع عبر ثقوب الأنياب لعدة أمتار.
وبعض العناكب الكبيرة تعتبر من أعداء الثعابين.لكي نفهم كيف يقتل سم الأفعى علينا أن نفهم لم زودت الأفاعي به، تستخدم الأفعى سمها لشل ضحيتها من الحيوانات ولتفسيخه، تتفاوت الأفاعي في درجة سميتها بعض عضات الأفاعي غير مميتة ولكن أخرى قاتلة والثواني مصيرية فيها .يقسم الأثر القاتل لسم الأفعى إلى نوعين:
1. السمية العصبية.
2. السمية الدموية من بين بروتينات سم الحية يكون البروتين الذي يؤثر على عملية النقل العصبي وأحد من أهم اثنين من المواد القاتلة: سم الثعبان الذي يؤثر على الجهاز العصبي إما يمنع تحطيم مادة الاستيل كولين التي تسبب تقلص العضلة وبذلك تطيل مدة تحفيزها للعضلة فتبقى العضلات متقلصة والضحية غير قادرة على الحركة أو أنها تمنع سريان التيار العصبي فتصاب الضحية (إنسان أو حيوان)بالشلل أو أنها تزاحم الاستيل كولين آنف الذكر فتحل محله وتعمل عمله لكن من دون أن تترك المكان فتمنع الضحية من الحراك .أما الأثر الدموي لسم الأفعى فيكون في تخثير الدم وتكسير كريات الدم بواسطة إنزيمات في سم الأفعى.[5]

## تاريخ تطور الثعابين
أبحاث علم السلالات المختصة بالثعابين لم تسفر الا عن معلومات قليلة نظرا لصعوبة تتبع التاريخ الاحفوري للثعابين بسبب ضئالة وهشاشة هياكلها
وعلى أي حال تم تحديد عينات احفورية تعود لمئة وخمسين مليون سنة لثعابين هياكلها شبيهة بهياكل السحالي في مناطق من جنوب أمريكا وأفريقيا وهي اكتشافات تتوافق من ناحية الشكل مع فرضية علماء الأحافير القائلة بأن الثعابين تحورت من السحالي خصوصا تلك التي تحفر جحورها مثل الورل وما يشبهه من السحالي وفي احفورة لثعبان حديث بدعى Najash rionegrina كان له قائمتين تدلان على حيوان يحفر جحره وعجز عظمي والظاهر ان هذا الحيوان يعيش على اليابسة وثمة ما يشبه هذه الأسلاف المعروفة هو ورل بورنيو من عائلة Lanthanotus على الرغم من كونها سحالي شبه مائية في حين ان تلك الأسلاف القديمة أصبحت أجسامها أكثر ملائمة للعيش في جوف الأرض ففقدت أطرافها لتصبح أكثر ملائمة للعيش في الجحور وفقدت أذانها الخارجية تجنبا لالتقاط التراب والغبار وجفونها التصقت مع العيون وأصبحت شفافة كي لا تخدش القرنيات
تعتبر الأصلة وثعبان البوا من بين الثعابين الحديثة البدائية إذ انها تمتلك بقايا أطراف خلفية صغيرة وهي بمثابة أظافر تمزيق تعرف باسم مهماز خلفي تستخدم للمسك أثناء عملية التزاوج. والثعابين من عائلة Leptotyphlopidae وعائلة Typhlopidae هي امثلة حاضرة تمتلك طوق حوضي باررز وظاهر للعيان أما من ناحية القوائم الامامية فالثعابين لا تمتلك قوائم أما مية على الإطلاق بسبب التسلسل التطوري للعلبة المثلية

## الثعبان كطعام
معظم الثقافات لا تضع الثعابين ضمن قائمة أطعمتها ولكن بعض الثقافات تعتبر لحم الثعابين من الأطعمة المشهية والفاخرة والتي لها تأثيرات دوائية وشوربة الثعابين في المطبخ الكنتوني (قوانغدونغ)يتناولها المحليين في أوقات الصقيع لتدفئة أجسادهم وفي الثقافة الغربية تم توثيق أكل الثعابين المجلجلة كحالة شاذة في الغرب الأوسط من الولايات المتحدة في ظروف متطرفة وقت المجاعات.وفي بلدان الآسيوية مثل الصين وتايوان وتايلندا وأندونيسيا وفيتنام وكمبوديا يسود الاعتقاد بأن شرب دم الثعابين سيما ثعبان الكوبرا يزيد من القدرة الجنسية وهم لهذا الغرض يفضلون سحب دم الكوبرا وهي لا زالت على قيد الحياة ويقومون بمزجه بقليل من النبيذ لتحسين الطعم كذلك في بعض البلدان الآسيوية يستخدمون الثعابين في صناعة الكحول إذ يعتقدون أن إلقاءجثة ثعبان أو عدة ثعابين في مستوعب الخمر يزيد من قوة الخمرة

## الثعابين كحيوانات أليفة
تربى في الغرب بعض الثعابين كحيوانات بيتية اليفة خصوصا الأصلات وثعبان الذرة الأمريكي وقد ظهرت مقابل هذه الهواية تجارة التربية في الأسر Herpetoculture. إذ يفضل البعض تربية ثعبان على تربية حيوان بري آخر نظرا لانها لا تشغل حيز ولا تأكل الا على فترات متباعدة نسبيا كما أن بعضها يمتد به العمر ليصل إلى أربعين عاما خصوصا إذا ما لاقت العناية الجيدة

## الثعبان في ثقافات الشعوب

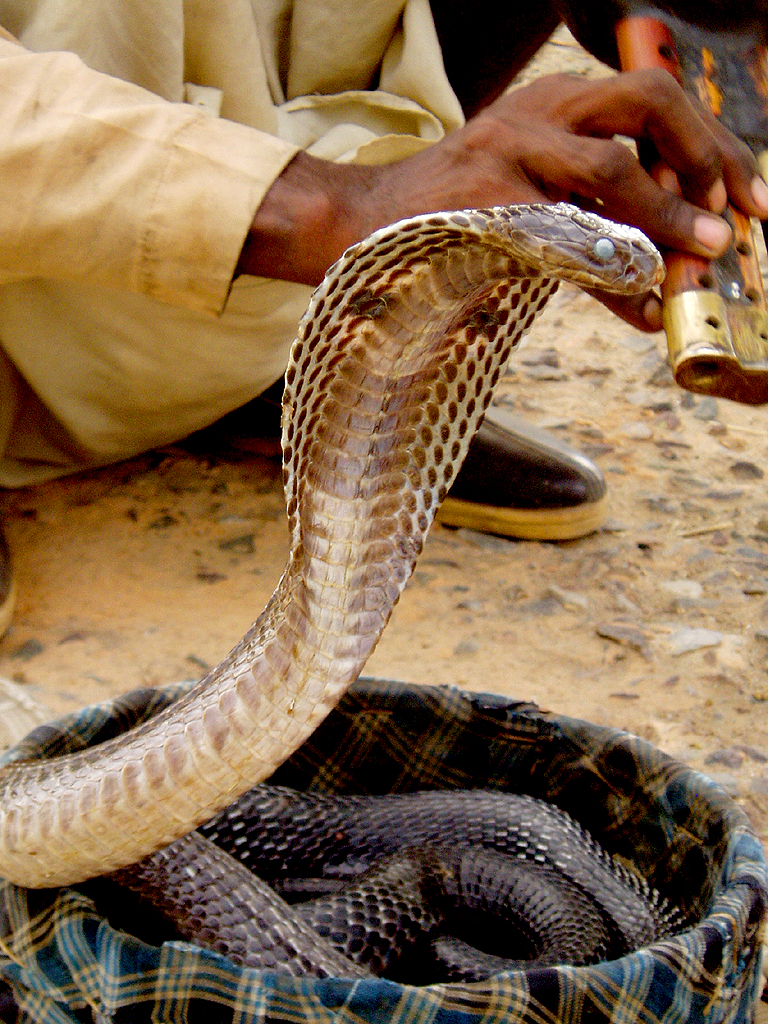
كوبرا هندية في سلة مع ساحر الثعابين.

يخاف الناس من الثعابين ويتوجسون منها شرا سيما إذا ما رأوها قرب منازلهم وما عزز هذا الخوف فضلا عن سمية الثعبان الفتاكة هوشكل الثعبان المخيف ونمط حياته المتفرد والسري حيث لا يشاهد الا قليلا وهو ينسل بجسمه الانسيابي من هذا المكان أو ذاك. في القرآن الكريم ورد ذكر الثعابين ضمنا في سورة النور كدابة تمشي على بطنها(والله خلق كل دابة من ماء فمنهم من يمشي على بطنه ومنهم من يمشي على رجلين ومنهم من يمشي على أربع، يخلق الله ما يشاء، ان الله على كل شيء قدير) وورد ذكرها حين ألقى موسى عصاة فتحولت ثعبان ابتلع حيات السحرة (فَأَلْقَىٰ عَصَاهُ فَإِذَا هِيَ ثُعْبَانٌ مُّبِينٌ).
في اليهودية ورد ذكر الثعبان خصوصا النفاثة منها في سفر العدد (قسم من التوراة) كحيوان شفى أحدهم بعد أن كان يوشك على الموت وفي إنجيل يوحنا أعمال سداد الدين تقارن بمشاهدة ثعبان نفاث على الرغم من ذلك يصور الثعبان في المسيحية واليهودية كمخلوق ملئ بالمكر والشر وفي سفر التكوين أن الثعبان هو من أغرى حواء بإقناع آدم للأكل من شجرة المعرفة ومن ثم معاقبتهما بانزلهما من الجنة.
في اليونان القديمة حظي الثعبان بتقدير كبير إذ اعتبر حيوان يشفي الأمراض ولا عجب في ذلك فد اتخذ رمز للشفاء في بعض الاماكن. وليومنا هذا نشاهد الكثير من سيارات الإسعاف والصيدليات وهي تحمل صورة الثعبان كرمز لمحاربة المرض حيث الصيدليات تحمل رمز ثعبان ومعه كأس والثعبان هو المرض والكأس هي الدواء.

## الملاحظات
1. ↑  الأفعى في الحقيقة هي ما يسميها الإنجليز Viper، وهي من الثعابين شديدة السمّيّة، حيث جاء في لسان العرب لابن منظور: «الأَفعى لا تنفع منها رُقْية ولا تِرْياقٌ وهي حَيَّة رَقْشاء دقيقة العُنق عريضةُ الرأْس»، وهي التي عُرفت عند العرب قديمًا بهذا الاسم.

## مواضيع مرتبطة
- كوبرا
- أصلة
- بواء
- فصيلة الأفاعي
- الثعبانيات الخيشومية
- عشيرة المعطشات
- الأفعى بوش
- الأفعى الطائرة

## وصلات خارجية
- ثعابين العالم